# Friedhofskapelle (Ilmspan)

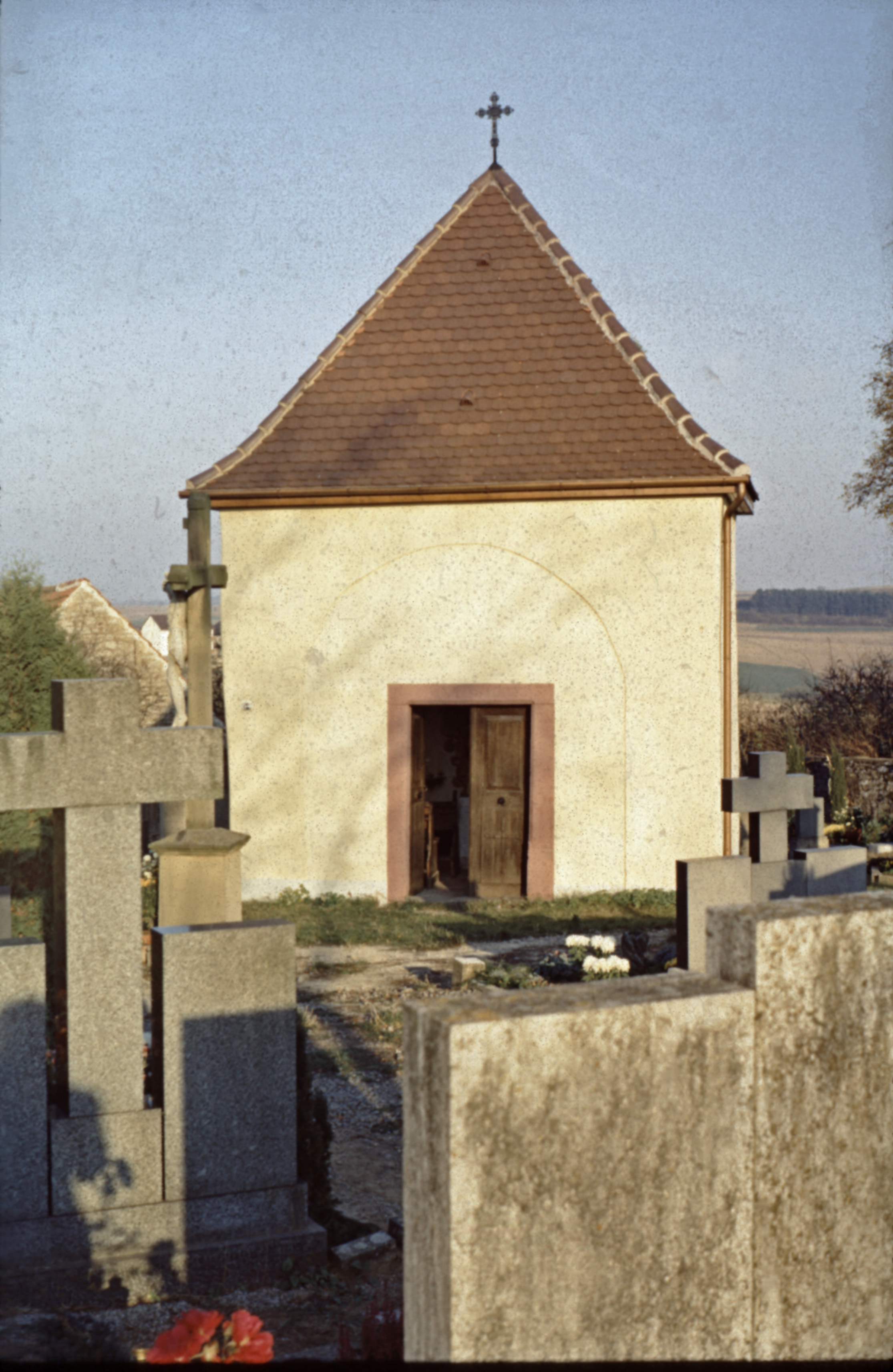
Friedhofskapelle Ilmspan, Aufnahme 1960er Jahre

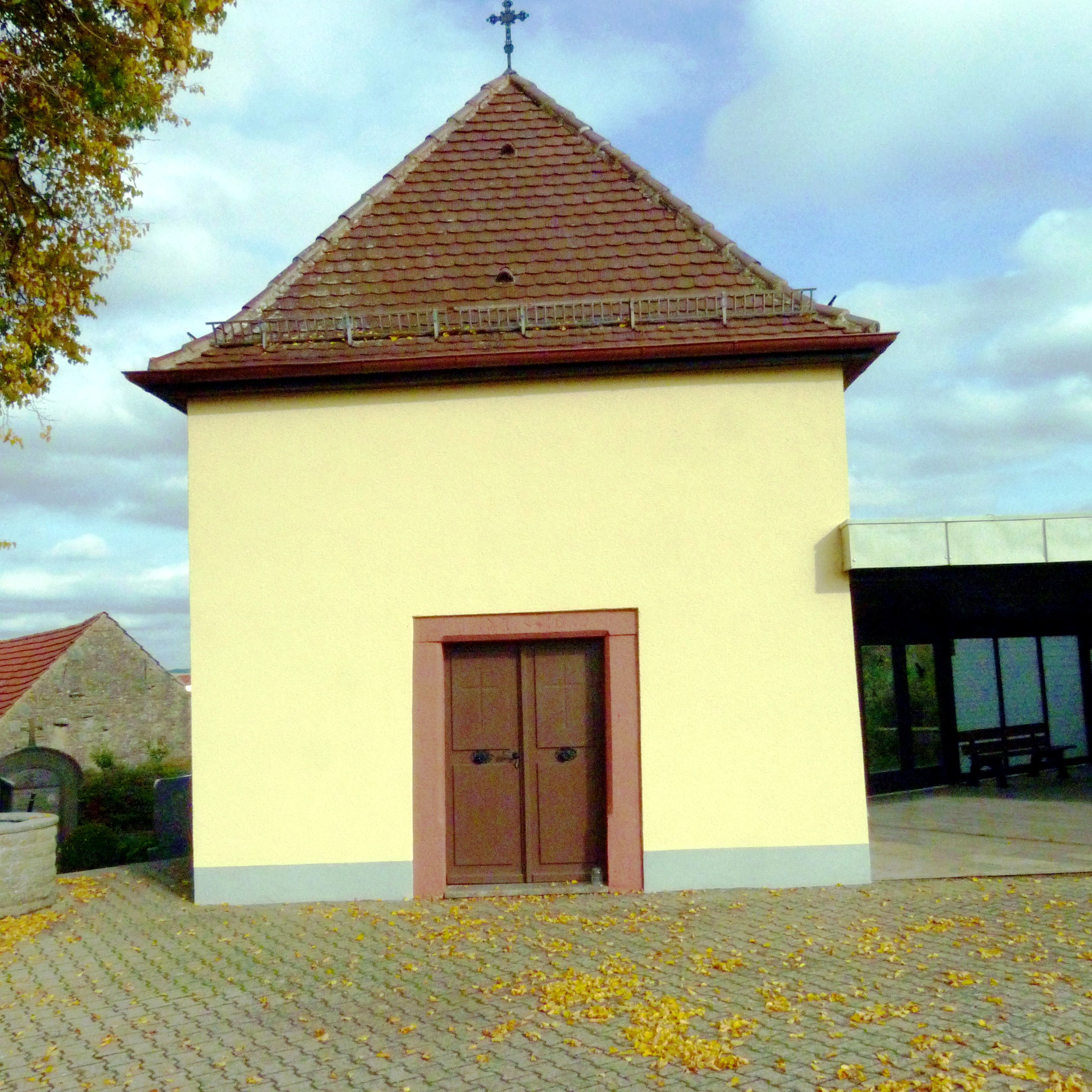

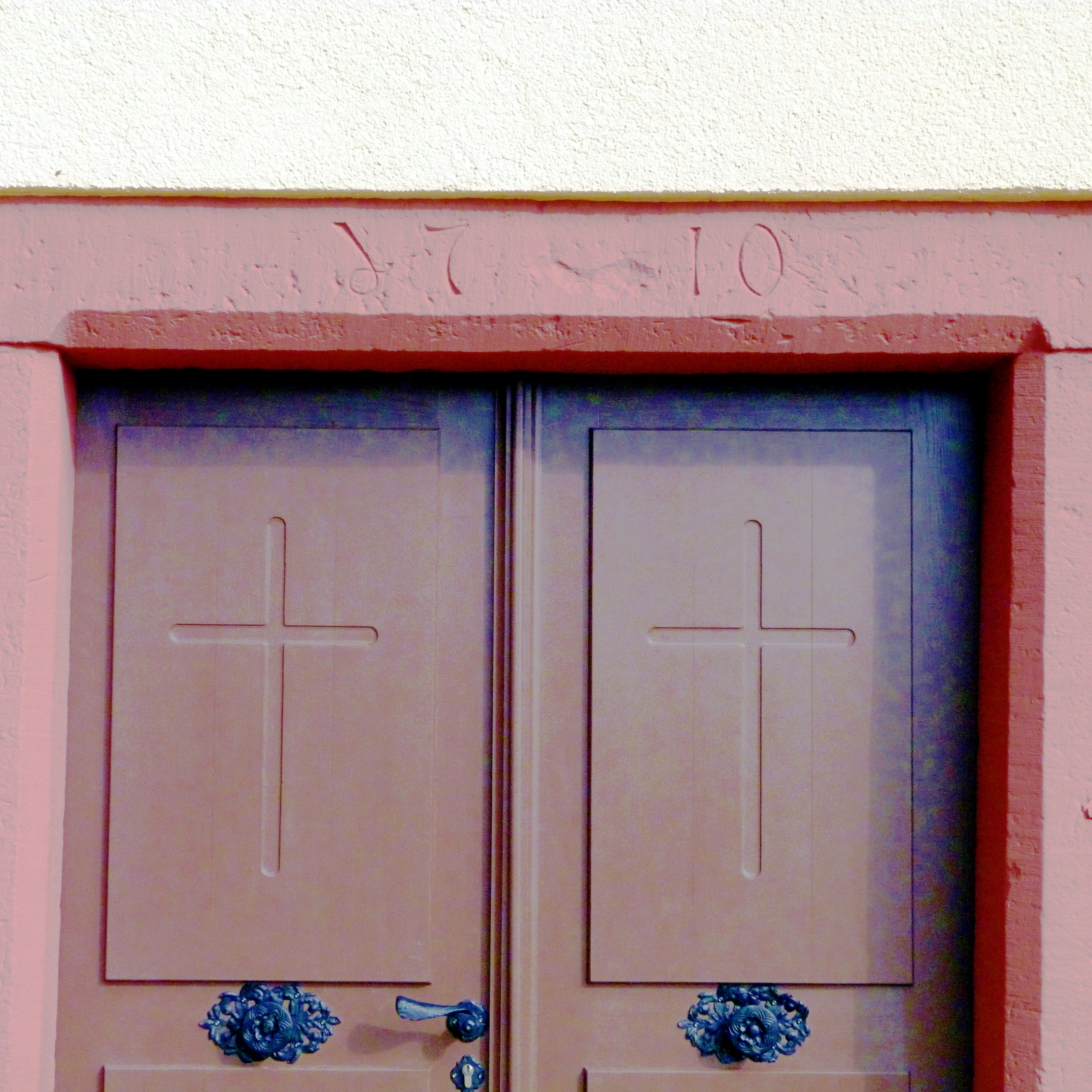
Baubeginn der Kapelle

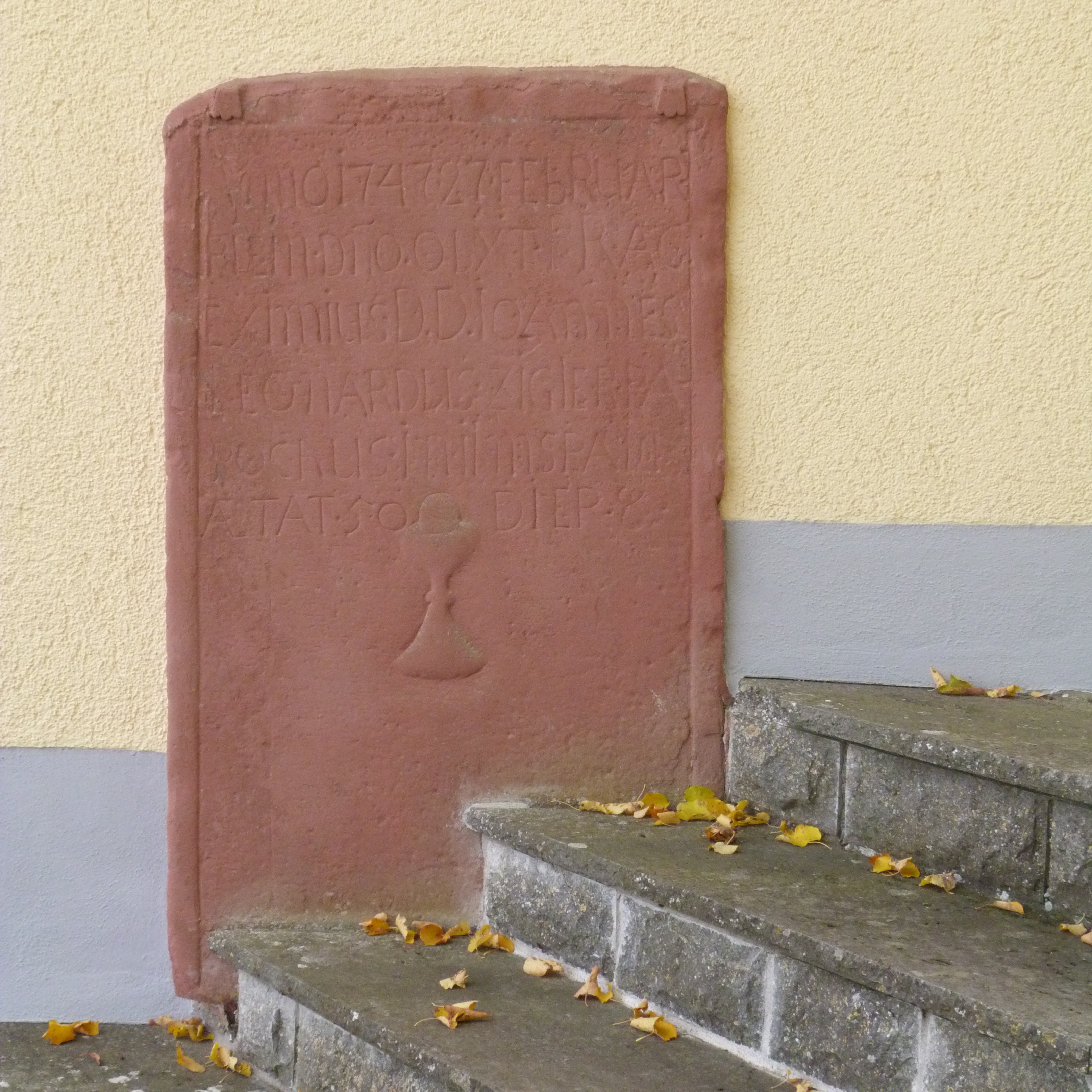
Sterbetafel Pfarrer Ziegler vom 27. Febr. 1747

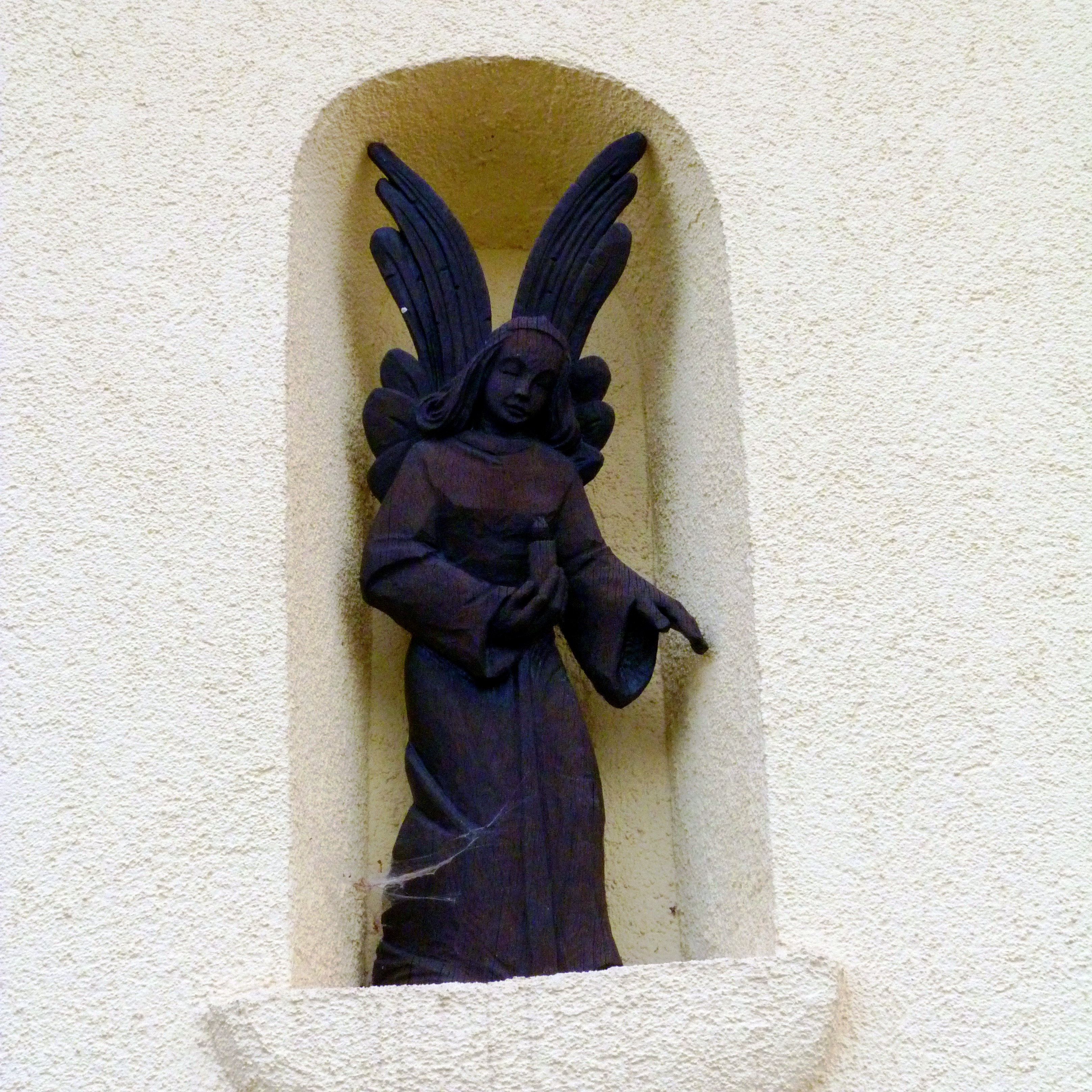
Engelsfigur an der Ostseite

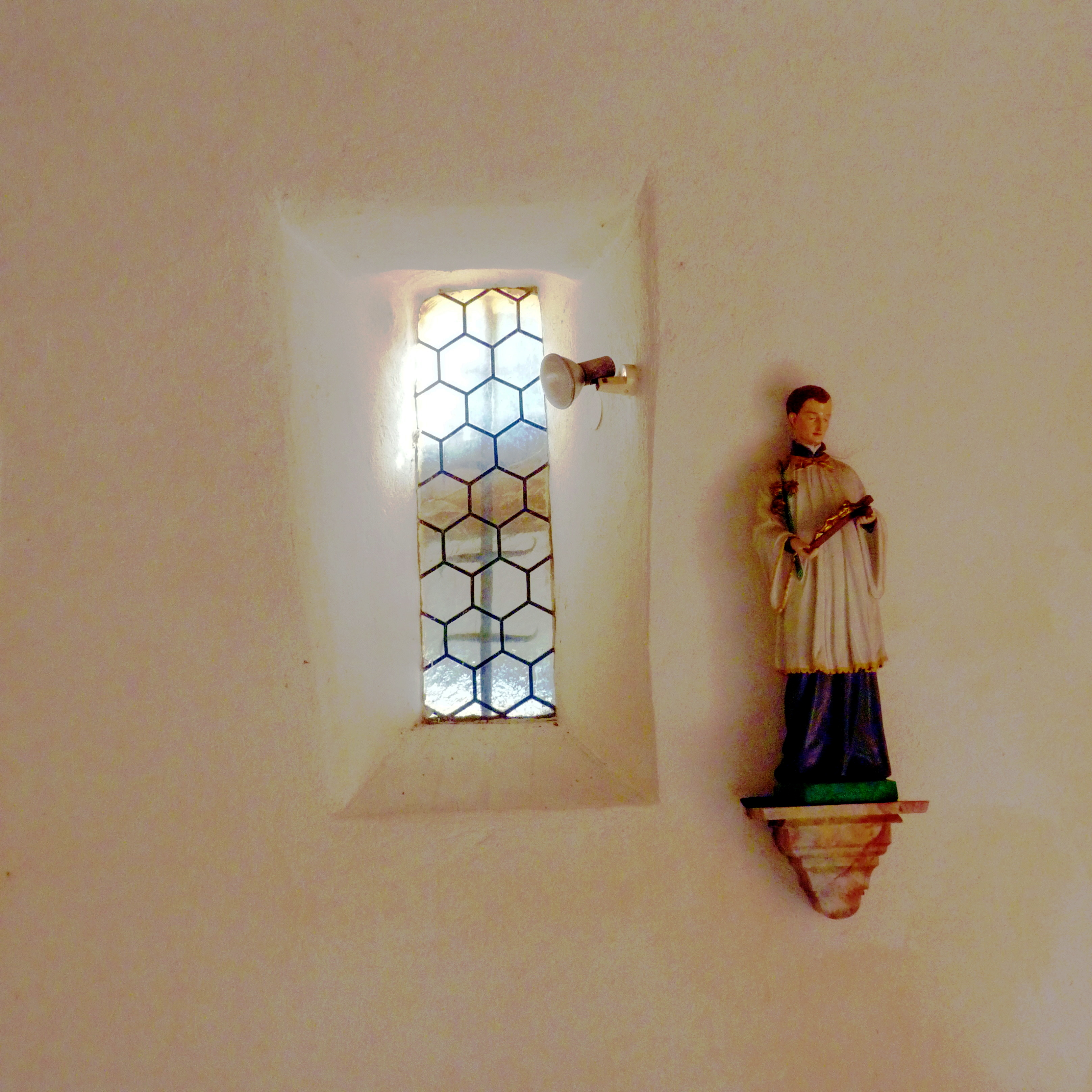
Statur Karl Borromäus

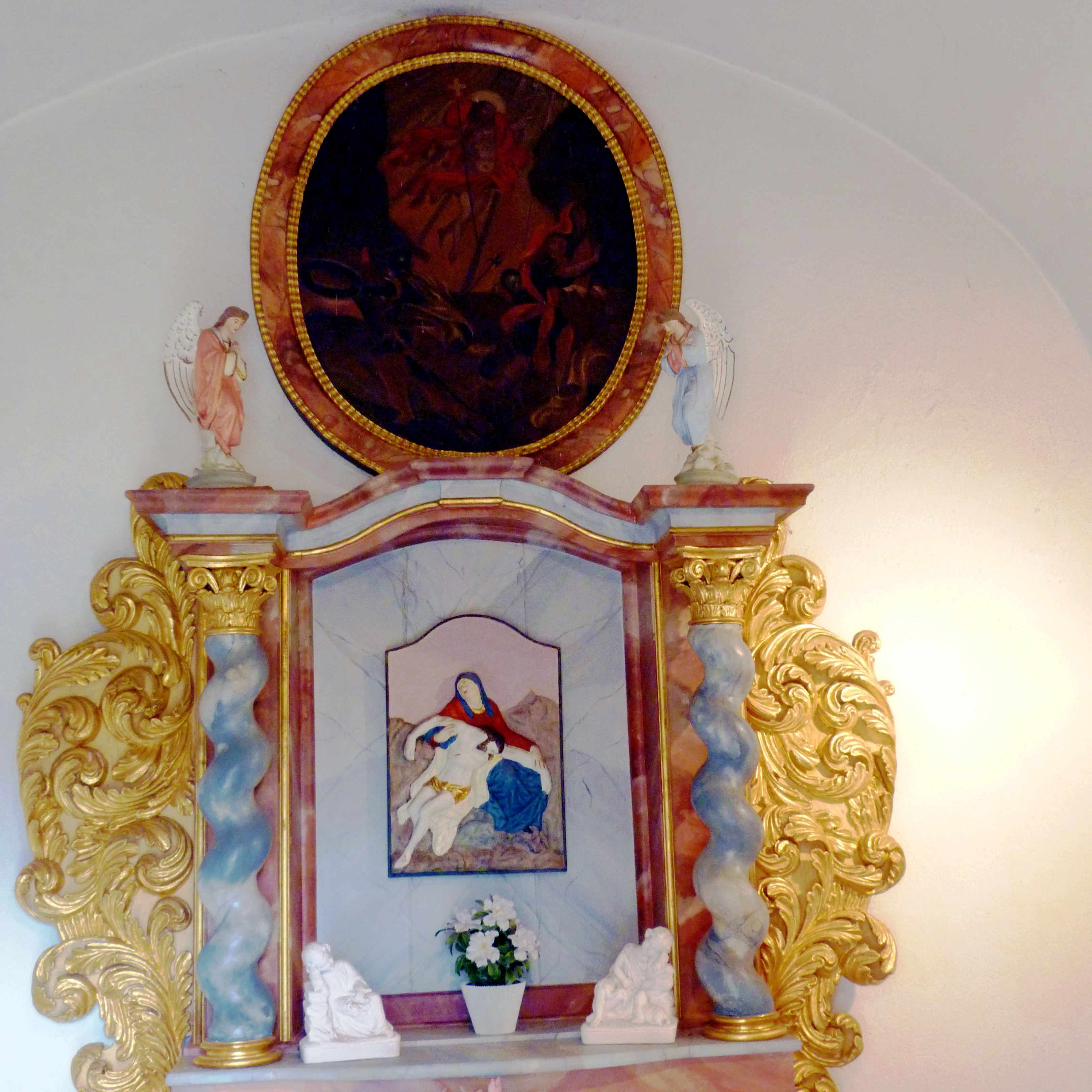
Altarbild

Die römisch-katholische Friedhofskapelle in Ilmspan, einem Ortsteil von Großrinderfeld im Main-Tauber-Kreis, wurde am Anfang des 18. Jahrhunderts erbaut. Sie gehört zur Seelsorgeeinheit Großrinderfeld-Werbach, die dem Dekanat Tauberbischofsheim des Erzbistums Freiburg zugeordnet ist.

## Geschichte und Ausstattung
Die Friedhofskapelle wurde im Jahre 1710 errichtet. Es handelt sich um einen kubischen Bau mit Zeltdach und Tonnengewölbe.
Über dem Altarbild ist ein Gemälde angebracht. An der linken Seitenwand steht auf einem Sockel eine Skulptur der Mutter Gottes mit dem Jesukind auf dem linken Arm, in der Rechten hält sie eine Feder und zu Füssen liegt eine Schlange. An der rechten Seitenwand steht auf einem Sockel eine Figur des Hl. Karl Borromäus der ein Kruzifix in beiden Händen hält.
An der nördlichen Außenwand der Kapelle ist ein Gedenkstein eines ehemaligen Ilmspaner Pfarrers angebracht; von dessen Inschrift sind nur noch einzelne Buchstaben zu lesen.
Die Tafel ist in lateinischer Schrift gehalten und lautet wie folgt:
ANNO 1747 27.FEbRUAR PIE IN DNO ObyT PRAC EXIMUS
D.D. IOANNES LEONARDUS ZIGLER PAROchUS in Ilmspan
ACETAT 50 DIER 8

Die deutsche Übersetzung lautet in etwa:
:Am 27. Februar 1747 verstarb fromm im Herrn
der außergewöhnliche Herr Johannes Leonardus Ziegler,
Pfarrer in Ilmspan im Alter von 50 Jahren und acht Tagen

## Denkmalschutz
Die Kapelle steht unter Denkmalschutz.